# Дюльфер

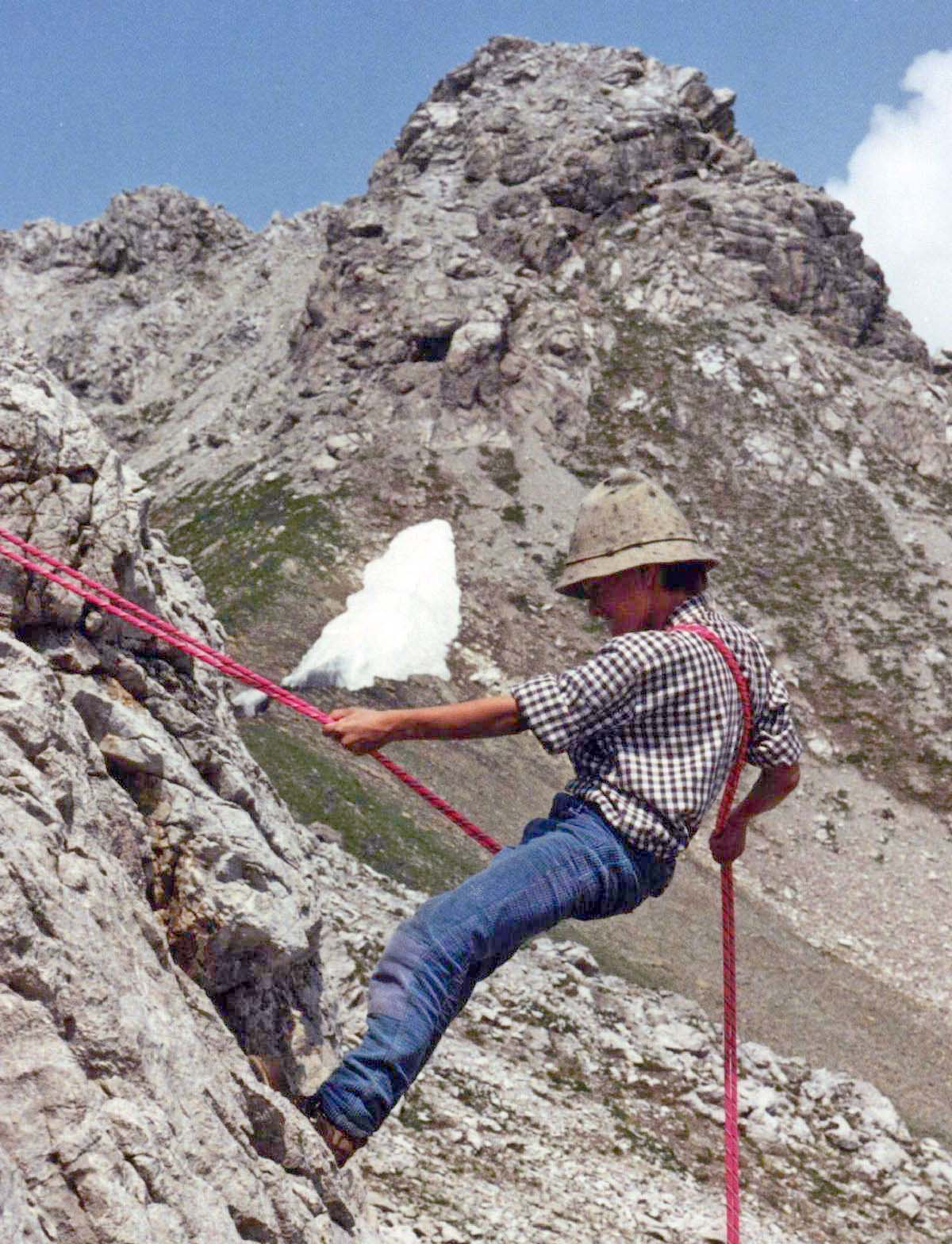
Спуск з гори методом дюльфера

Дюльфер — швидкісний спуск по мотузці на крутих і стрімких стінах. Дюльфером називається один з перших відносно безпечних способів спуску, запропонований і введений в практику на початку XX століття німецьким альпіністом Гансом Дюльфером (повне ім'я Ганс Йоганнес Еміль Дюльфер, нім. Hans Johannes Emil Dülfer) (23 травня 1892 р. — 15 червня 1915 р.).
В даний час найчастіше під терміном дюльфер розуміють спуск по мотузці з допомогою спеціальних спускових пристроїв, таких як « вісімка», «пелюстка», «драбинка», що термінологічно неправильно.

## Методика

### Класичний метод дюльфера

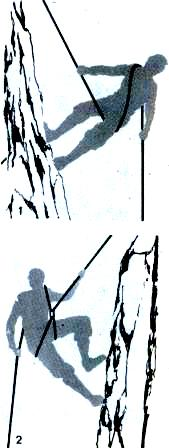
Спуск дюльфером класично (угорі) і з використанням карабіна (внизу)

Згідно з класичним методом дюльфера мотузку слід пропустити між ногами, обвести нею праве стегно, а потім підняти через груди за ліве плече і опустити через спину в праву руку. Спуск регулюється правою рукою, а ліва — притримує мотузку. Щоб зупинити спуск, достатньо тільки затиснути мотузку правою рукою. Якщо ж мотузку затиснути ліктьовим згином, то права рука залишається вільною і нею можна поправити карабін на грудях тощо Слід мати на увазі, що при цьому спуску мотузка сильно ріже стегно і плече. Щоб уникнути больових відчуттів, слід у задню кишеню куртки покласти скельний молоток або древко льодоруба і опустити його нижче, а на ліве плече під куртку покласти рукавицю.
При наявності альтанки та карабіна замість правої ноги мотузка проводиться через карабін.
самостраховка здійснюється схоплюючим вузлом, причому спускова мотузка повинна лежати під петлею схоплюючого вузла, а петля самостраховки повинна бути коротшою ніж простягнута рука, інакше в критичній ситуації не впоратися зі схоплюючим вузлом. На нижньому кінці спускової мотузки з міркувань безпеки обов'язково повинен бути зав'язаний вузол.

### Дюльфер зі спусковим пристроєм

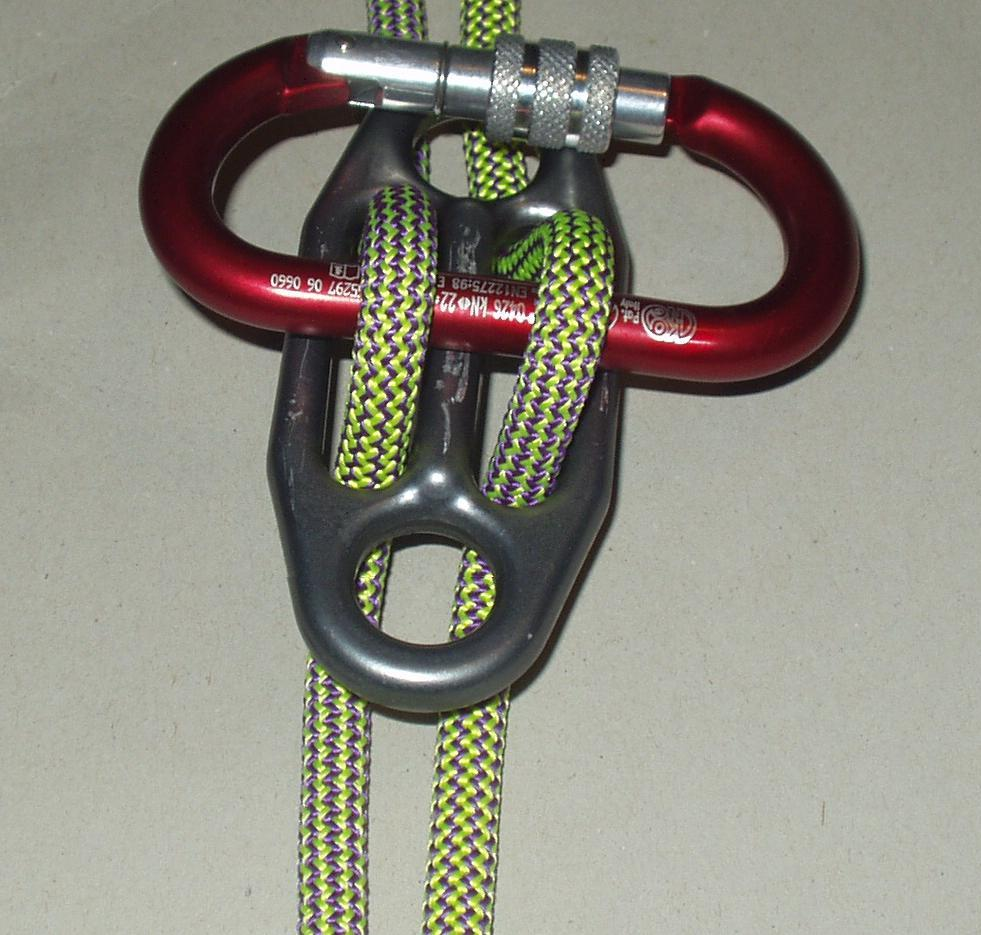
Використання карабіна з «вісімкою»

Зараз спуск по мотузці проводиться за допомогою спускових пристроїв, таких як «вісімка», «грі-грі», «пелюстка», «драбинка», «решітка», «десантер», «стоп» та інші. Мотузка проводиться через гальмівний пристрій і швидкість регулюється правою рукою в рукавичці. При спуску треба стежити, щоб рука близько не підійшла до спускового пристрою. Після спуску спусковий пристрій може бути гарячим.

### Австралійський метод

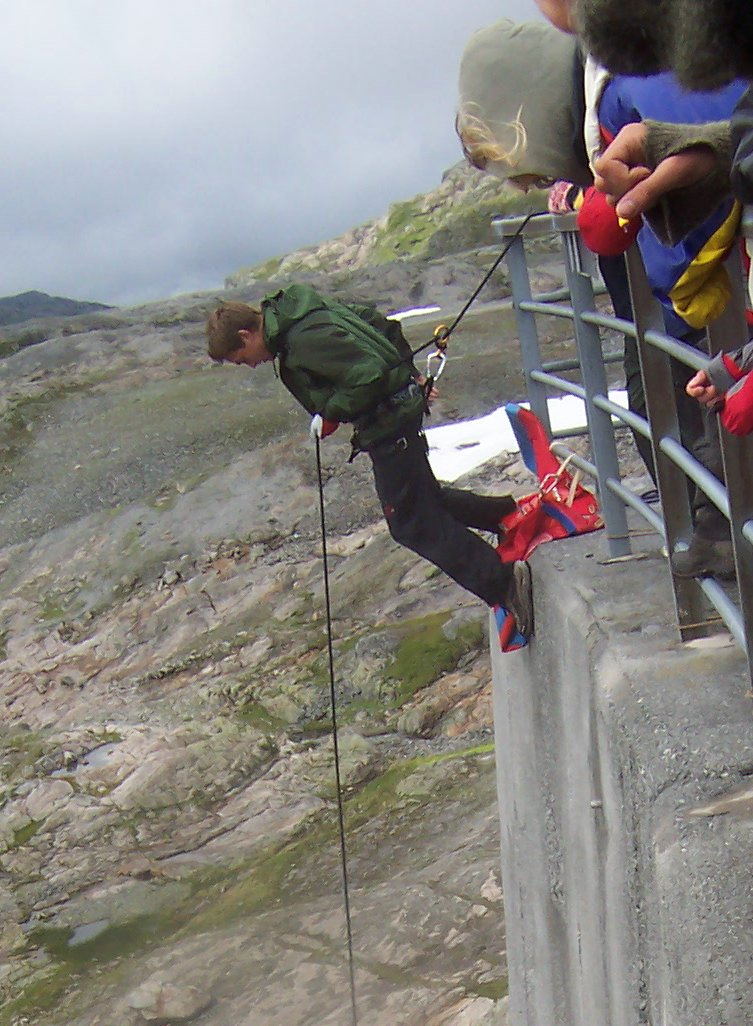
дюльфер з вісімкою, австралійський метод

Вперше був застосований австралійськими  спеціальними підрозділами. Суть методу в тому, що вісімка пристібається до альтанки ззаду і спуск здійснюється обличчям вниз. Швидкість регулюється лівою рукою, а права рука вільна і може тримати зброю.

## Застосування
Спуск по мотузці застосовується:
- В альпінізмі і скелелазінні, при спуску з крутих і прямовисних скель;
- В спортивному туризмі.
- В спелеології, наприклад в техніці однієї мотузки;
- В промисловому альпінізмі;
- При рятувальних операціях;
- При військових і поліцейських операціях
- При спуску з вертольотів.